# Cyperus papyrus
O papiro (Cyperus papyrus) é uma planta aquática da mesma família da tiririca (Cyperus rotundus). Ela é considerada sagrada e fartamente encontrada no delta do Nilo. Era utilizada principalmente na produção do papiro no Egito antigo. Segundo o Guinness Book of World Records, trata-se da erva daninha mais difundida pelo mundo.
O talo do papiro pode atingir até 6 metros de comprimento. A flor da planta, composta de finas hastes verdes, lembra os raios do sol e é exatamente por ter esta analogia com o sol, divindade máxima desse povo, que o papiro era considerado sagrado. O miolo do talo era transformado em papiros e a casca, bem resistente depois de seca, utilizada na confecção de cestos, camas e até barcos.